# Lilium speciosum
Lilium speciosum (лілія прекрасна) — вид рослин із родини лілієвих.

## Назва
В англійській мові має назву «східна лілія» (англ. oriental lily).

## Будова
Рослина досяга 1,5 м заввишки. Цвіте пізнього літа великими запашними квітами, що покриті червоними плямами та смугами, у суцвіттях по 12 квіток.

## Поширення та середовище існування
Зростає у Японії.

## Практичне використання
Вирощується як декоративна рослина. Пилок отруйний для котів.

## На марках
Зображена на марці СРСР 1989 р.

## Галерея

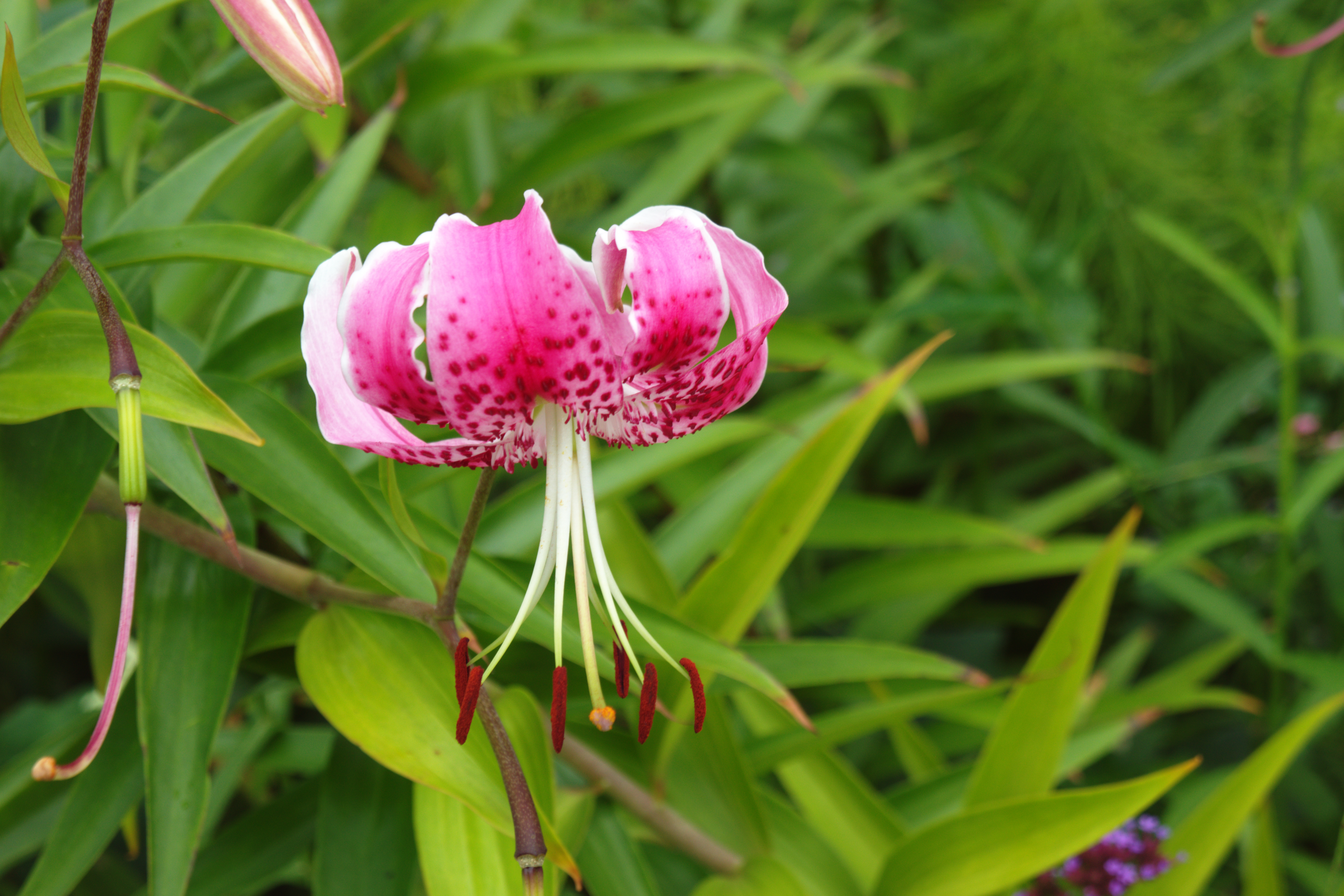
Квітка
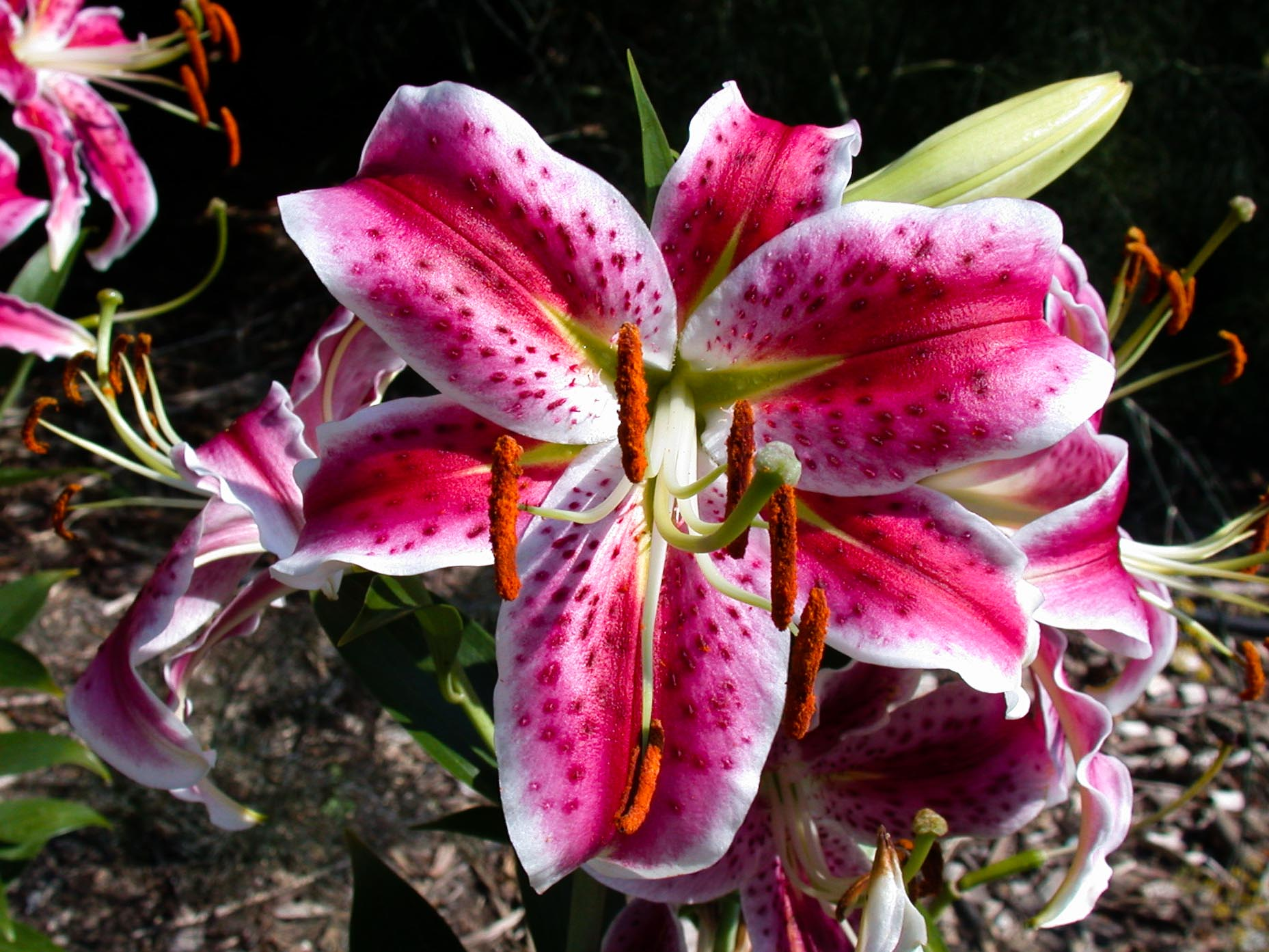
Квітка
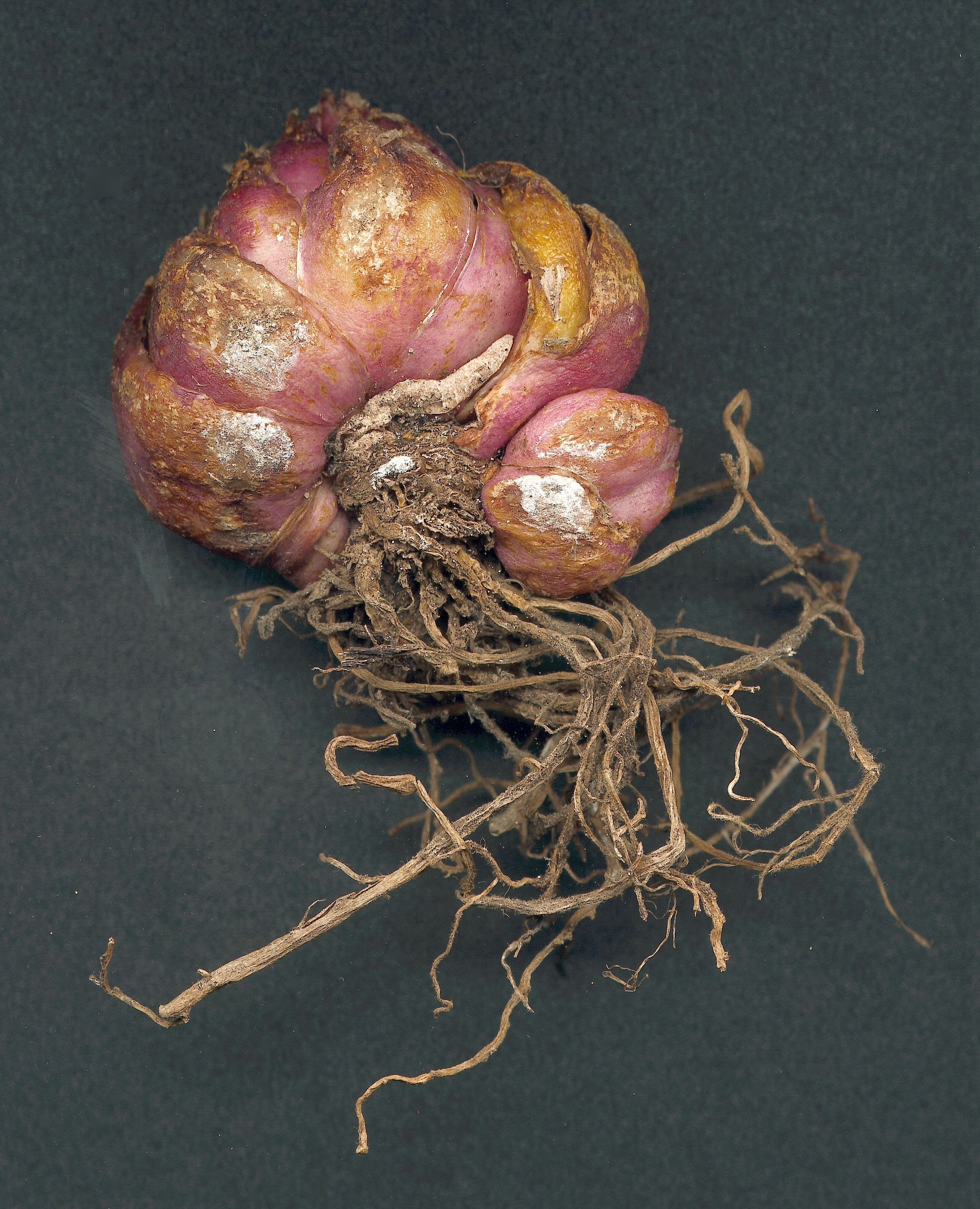
Цибулина
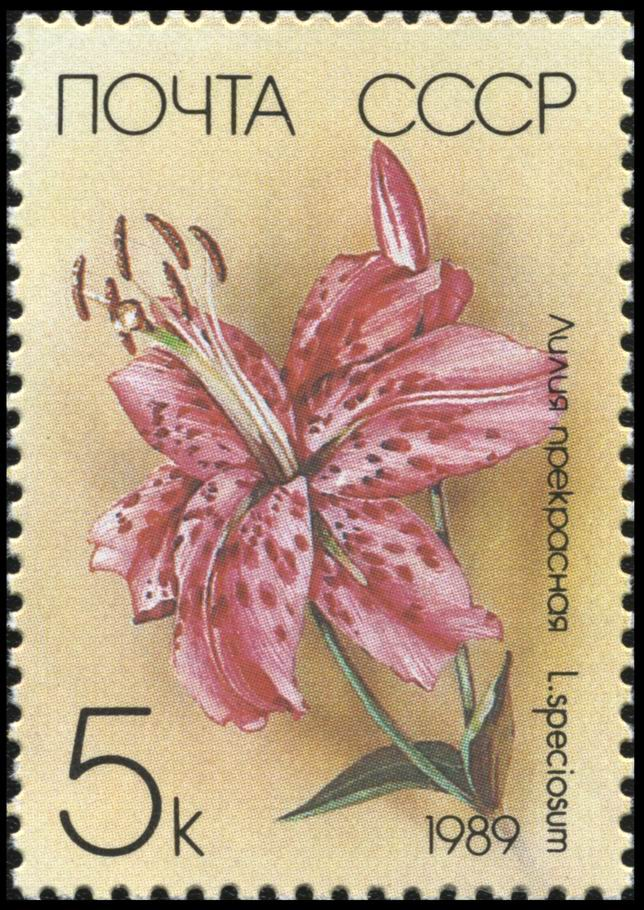
На марці СРСР 1989 р